# 55108 Beamueller
55108 Beamueller è un asteroide della fascia principale. Scoperto nel 2001, presenta un'orbita caratterizzata da un semiasse maggiore pari a 3,0143163 UA e da un'eccentricità di 0,1039356, inclinata di 10,68949° rispetto all'eclittica.